# Noše
Noše – wieś w Słowenii, w gminie Radovljica. W 2018 roku liczyła 4 mieszkańców.